# スティーブン・ケント
スティーブン・ジョン・ケント（Steven John Kent、1989年5月8日 - ）は、オーストラリア・キャンベラ出身のプロ野球選手。

## 経歴

### ブレーブス時代
2005年にアトランタ・ブレーブスと契約を結んだ。その後、ABLのキャンベラ・キャバルリーでもプレーしている。
2013年開幕前の3月に開催された第3回ワールド・ベースボール・クラシック(WBC)のオーストラリア代表に選出された。
2016年1月28日に第4回WBC予選のオーストラリア代表に選出された。同大会でオーストラリアは本戦出場を決めている。
2017年2月9日に第4回WBC本戦のオーストラリア代表に選出された。同年限りでブレーブスを退団。

### ブレーブス退団後
2017年10月17日に7年連続でABLに参加し、キャンベラ・キャバルリーでプレーすることになった。
2019年2月、キャンベラ・キャバルリーと戦略的パートナーシップを締結する横浜DeNAベイスターズの春季キャンプに、スティーブン・チェンバースとともに参加した。
2019年、プレミア12のオーストラリア代表に選手された。

## 詳細情報

### WBCでの投手成績
| 年 度 | 代 表          | 登 板 | 先 発 | 勝 利 | 敗 戦 | セ ｜ ブ | 打 者 | 投 球 回 | 被 安 打 | 被 本 塁 打 | 与 四 球 | 敬 遠 | 与 死 球 | 奪 三 振 | 暴 投 | ボ ｜ ク | 失 点 | 自 責 点 | 防 御 率 |
| ----- | -------------- | ----- | ----- | ----- | ----- | -------- | ----- | -------- | -------- | ----------- | -------- | ----- | -------- | -------- | ----- | -------- | ----- | -------- | -------- |
| 2013  | オーストラリア | 1     | 0     | 0     | 0     | 0        | 6     | 2.0      | 1        | 0           | 0        | 0     | 0        | 1        | 0     | 0        | 0     | 0        | 0.00     |
| 2017  | オーストラリア | 1     | 0     | 0     | 0     | 0        | 5     | 1.0      | 1        | 0           | 1        | 0     | 0        | 1        | 0     | 0        | 0     | 0        | 0.00     |
| 2023  | オーストラリア | 2     | 1     | 0     | 0     | 0        | 13    | 2.1      | 1        | 0           | 5        | 0     | 0        | 1        | 1     | 0        | 3     | 3        | 11.57    |

### WBSCプレミア12での投手成績
| 年 度 | 代 表          | 登 板 | 先 発 | 勝 利 | 敗 戦 | セ ｜ ブ | 打 者 | 投 球 回 | 被 安 打 | 被 本 塁 打 | 与 四 球 | 敬 遠 | 与 死 球 | 奪 三 振 | 暴 投 | ボ ｜ ク | 失 点 | 自 責 点 | 防 御 率 |
| ----- | -------------- | ----- | ----- | ----- | ----- | -------- | ----- | -------- | -------- | ----------- | -------- | ----- | -------- | -------- | ----- | -------- | ----- | -------- | -------- |
| 2019  | オーストラリア | 4     | 0     | 0     | 0     | 0        | 41    | 11.1     | 8        | 1           | 2        | 0     | 0        | 11       | 0     | 0        | 3     | 2        | 1.59     |

### 代表歴
- 2013 ワールド・ベースボール・クラシック・オーストラリア代表
- 2017 ワールド・ベースボール・クラシック・オーストラリア代表
- 2019 WBSCプレミア12 オーストラリア代表
- 2023 ワールド・ベースボール・クラシック・オーストラリア代表